# Hans Peter Jürgens

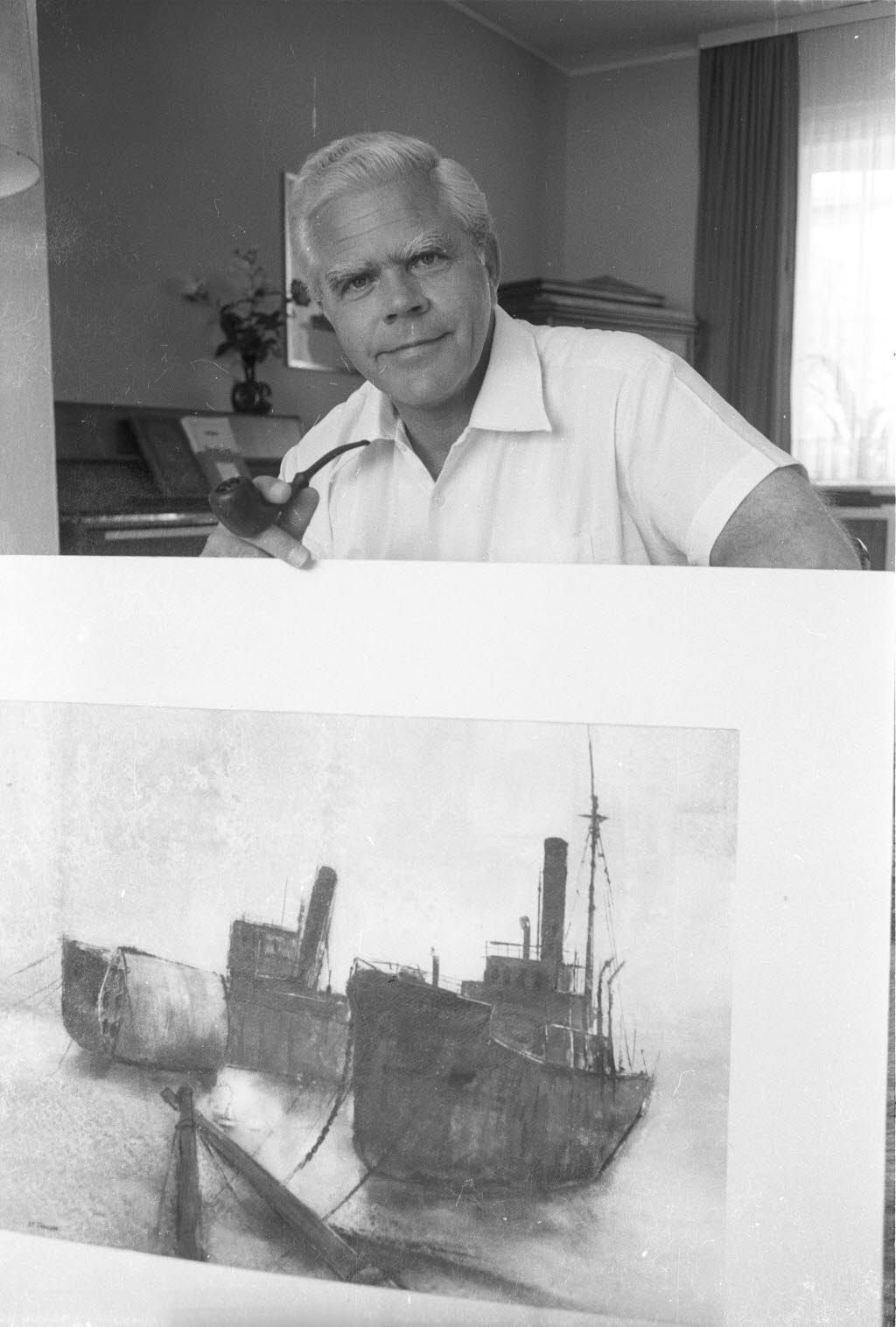
Hans Peter Jürgens mit einem seiner Bilder (1975)

Hans Peter Jürgens (* 3. März 1924 in Cuxhaven; † 11. Oktober 2018 in Kiel-Holtenau) war ein deutscher Kapitän und Kap Hoornier sowie Autor. Er gilt als einer der bekanntesten Marinemaler Deutschlands.

## Leben

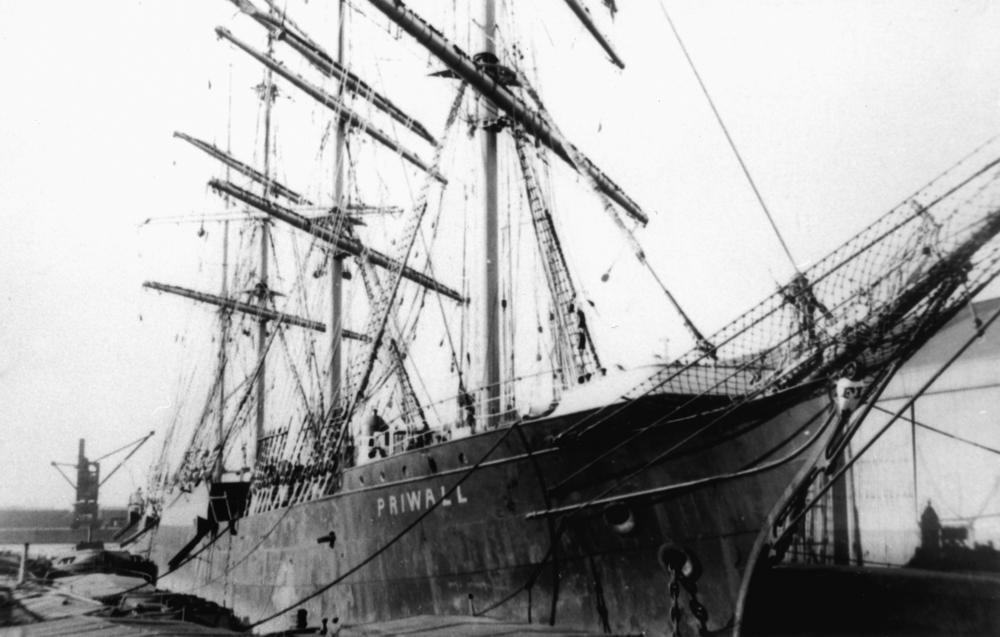
Die Priwall

Hans Peter Jürgens stammte aus einer Familie von Walfängern und Seeleuten; sein Vater Hans Jürgens fuhr als Kapitän auf dem Vollschiff Posen für die Hamburger Reederei F. Laeisz. Im Mai 1939 verließ er das Humanistische Gymnasium ohne Abschluss und heuerte – als 15-Jähriger –, auf Vermittlung seines Vaters, als Schiffsjunge bei dessen Arbeitgeber an. Er wurde auf dem Frachtsegler Priwall eingesetzt.
Diese Viermastbark war einer der letzten legendären Flying P-Liner der Reederei F. Laeisz und der letzte frachtgehende Rah-Segler ohne Hilfsmotor, welcher das Kap Hoorn auf Fahrt nach Westen umsegelte. Auf dieser Fahrt unter Kapitän Adolf Hauth (1899–1975), an der Jürgens teilnahm, wurde die Schiffsbesatzung nach der Kap-Hoorn-Umsegelung bei der letzten chilenischen Station des Schiffs, in Valparaíso, im September 1939 vom Beginn des Zweiten Weltkriegs überrascht und dort interniert.
1941 wurde Jürgens auf den deutschen Blockadebrecher Erlangen abkommandiert, dessen Fahrt jedoch bereits im Südatlantik endete, wo der Frachtdampfer vom englischen Kreuzer Newcastle gestellt wurde. Jürgens geriet nach der vom Kapitän der Erlangen angeordneten Selbstversenkung des Schiffs zusammen mit den anderen Überlebenden der Besatzung in britische Kriegsgefangenschaft. Er kam in Kriegsgefangenenlager in Westafrika, Schottland und Kanada und kehrte erst 1946 nach Deutschland zurück.
Er arbeitete dann zunächst in der Fischerei und in der Frachtschifffahrt, verfolgte jedoch weiter sein Berufsziel, Kapitän zu werden. 1951 erwarb Jürgens das Patent Seesteuermann auf große Fahrt, fuhr anschließend als Dritter und Zweiter Offizier und erhielt 1953 das Patent als Kapitän auf großer Fahrt. Von 1957 bis 1960 führte er für die Bremer Deutsche Dampfschiffahrtsgesellschaft „Hansa“ verschiedene Schiffe, seine Touren führten unter anderem nach Indien und Persien. Danach wurde er in Kiel ansässig und arbeitete dort fortan rund 30 Jahre lang als Lotse im Kieler Hafen, in der Kieler Förde und auf dem Nord-Ostsee-Kanal.
Seit seiner Sesshaftigkeit betätigte Jürgens sich zunächst nebenher sowie insbesondere seit seiner Pensionierung Ende der 1980er-Jahre als Künstler, Illustrator, Autor und Übersetzer. Er befasste sich als autodidaktischer Maler mit maritimen Motiven und wurde zunehmend als Marinemaler bekannt. Außerdem schrieb er für verschiedene Zeitungen, Zeitschriften und Fachzeitschriften zahlreiche Beiträge zu Schifffahrtsthemen und veröffentlichte mehrere Bücher zu maritimen Themen, darunter seine vielbeachtete Autobiografie von 2008.
Er war Mitglied der Seefahrervereinigung Internationale Bruderschaft der Kaphoorniers und von 2002 bis zu deren Selbstauflösung im Jahr 2004 Präsident der deutschen Sektion der Bruderschaft.
Hans Peter Jürgens war verheiratet und hatte zwei Kinder. Er lebte in Kiel. Am 15. Oktober 2018 gab seine Familie seinen Tod bekannt.

## Künstlerisches Werk als Marinemaler
Jürgens perfektionierte als Autodidakt im Laufe der Zeit sein technisches Können und fand zu einem charakteristischen Stil, der mittlerweile als typisch gilt. Er arbeitete in Öl oder Aquarell, wobei er einzelne Bauteile der von ihm porträtierten Schiffe usw. filigran nachmalte, und trug zahllose dünne Schichten auf. Seine so entstandenen Gemälde besitzen „sehr deutliche Farben“ und weisen „scharfe Konturen“ auf; es „gelingt […] ihm, […] die Stimmungen eines nebligen Tages auf See oder eines gefährlichen Sturmes authentisch herüberzubringen“. Er „überträgt die Faszination […] [der] Schifffahrt […] auf den Betrachter“; seine bevorzugten Motive waren die Handelsschifffahrt, die Fischerei und die maritime Forschung. Außerdem hat er in zahlreichen Bildern seine Erinnerungen an den Krieg verarbeitet.

„In seinem Werk finden intime Kenntnisse der maritimen Materie, eine in Jahrzehnten verfeinerte Maltechnik und eine große künstlerische Begabung zu einer selten glücklichen Verbindung. […] Das Ringen um Stil und Ausdrucksform mündet im Spätwerk in einer eigenständigen, charakteristischen Technik. In zahllosen aquarellierenden Lasuren verdichtet Jürgens seine Darstellungen, bis sie in ihrer opaken Geschlossenheit fast an Hinterglasmalerei erinnern. […] Besonders überzeugende Darstellungen gelingen ihm dabei mit jenen Darstellungen, die in seiner ganz persönlichen Biographie begründet sind. Gleichzeitig sind diese Bildthemen aber auch von allgemeingültiger Bedeutung. Das malerische Oeuvre spricht eine Sprache, die weltweit verstanden wird, ganz dem internationalen Charakter der den Globus umspannenden Schifffahrt entsprechend.“

Seit 1974 war sein Werk in vielen Ausstellungen sowohl in Deutschland als auch im Ausland zu sehen.

## Ausstellungen (Auswahl)
- 1977 Kieler Stadt- und Schiffahrtsmuseum
- 1977 Bremer Presse-Club, Bremen
- 1981 Bremer Landesvertretung, Bonn
- 1994 Deutsches Schifffahrtsmuseum, Bremerhaven
- 1997 Casino Westerland, Sylt
- 2001 „Seefahrt auf allen Meeren – Der Marinemaler Hans Peter Jürgens“, Stadtmuseum – Warleberger Hof, Kiel
- 2008/09 „Kapitänsbilder“, Schifffahrtsmuseum Flensburg
- 2010 „Maritime Augenblicke“, Schifffahrtsmuseum Brake
- 2011 „Die Liebe zur See – Malerei des Kapitäns Hans Peter Jürgens“, Künstlerhaus Spiekeroog
- 2011 „Auf allen Meeren – Der Marinemaler Hans Peter Jürgens“, Heimatmuseum Schloss Schönebeck, Bremen-Vegesack

## Publikationen (Auswahl)
- Alle Meere haben Ufer. Die Abenteuer der Entdeckungen. Süd-West Verlag, München 1973, ISBN 3-517-00511-8.
- Abenteuer Walfang. Wale, Männer und das Meer. Koehler, Herford 1977, ISBN 3-7822-0131-0.
- Schiffbruch und Strandung. Vom selbstlosen Einsatz deutscher Ruderrettungsboote. Koehler, Herford 1979, ISBN 3-7822-0214-7 (mit: Hermann Neuber).
- Schiffahrt und Kunst aus Argentinien. Schiffahrts-Verlag Hansa, Hamburg 1991, ISBN 3-87700-080-0 (Ausstellungskatalog; mit: Hugo Colombotto, Laurio Destéfani)
- Sturmsee und Flauten. Logbuch eines Lebens. Koehler, Hamburg 1995, ISBN 3-7822-0639-8.
- Sturmkap. Um Kap Hoorn und durch den Krieg – die unglaubliche Reise von Kapitän Jürgens. Ankerherz Verlag, Appel 2008, ISBN 978-3-940138-01-9 (Autobiografie; mit Stefan Krücken)

## Medien

### Zeitschriften
- Stefan Krücken: Hans Peter Jürgens, Viermastbark „Priwall“. In: mare, August 2006, Nr. 57 (mare.de).

### Film
- Seefahrer. Dokumentarfilm, Länge: 45 Minuten, Regie: Jörg Bundschuh, Produktion: Kick Film, Deutschland 1980.[8]